# Синкенсдамм
Стадион «Синкенсдамм» (швед. Zinkensdamms IP) — спортивное сооружение в Стокгольме, Швеция. Сооружение предназначено для проведения футбольных матчей в летний и хоккейных в зимний периоды. Арену для домашних игр использует команда по хоккею с мячом — Хаммарбю. Трибуны спортивного комплекса вмещают 11 500 зрителей.
Открыта арена в 1937 году. Рекорд посещаемости 6912 человек.
Стадион реконструирован в 2004 году.

## Информация
Адрес: Стокгольм, Ringvägen, 16A (Stockholm)